# دينيس مينوشيت
دينيس مينوشيت (بالفرنسية: Denis Ménochet)‏
```
هو 
ممثل
 
فرنسي
، ولد في 1976 في 
فرنسا
.
[
3
]
```

## أعمال

### أفلام
- (2007) الحياة الوردية[4]
- (2007) تمرد هانيبال[5][6]
- (2009) أوغاد مجهولون
- (2010) جمع الشمل[7]
- (2010) روبن هود[8][9][10]
- (2011) القوات الخاصة
- (2012) في المنزل[11]
- (2016) أساسنز كريد[12]
- (2018) عنتيبي

## وصلات خارجية
- دينيس مينوشيت على موقع IMDb (الإنجليزية)
- دينيس مينوشيت على موقع ألو سيني (الفرنسية)
- دينيس مينوشيت على موقع أول موفي (الإنجليزية)
- دينيس مينوشيت على موقع قاعدة بيانات الأفلام السويدية (السويدية)
- دينيس مينوشيت على موقع قاعدة بيانات الفيلم (الإنجليزية)
- دينيس مينوشيت على موقع كينوبويسك (الروسية)